# Dolf Verroen

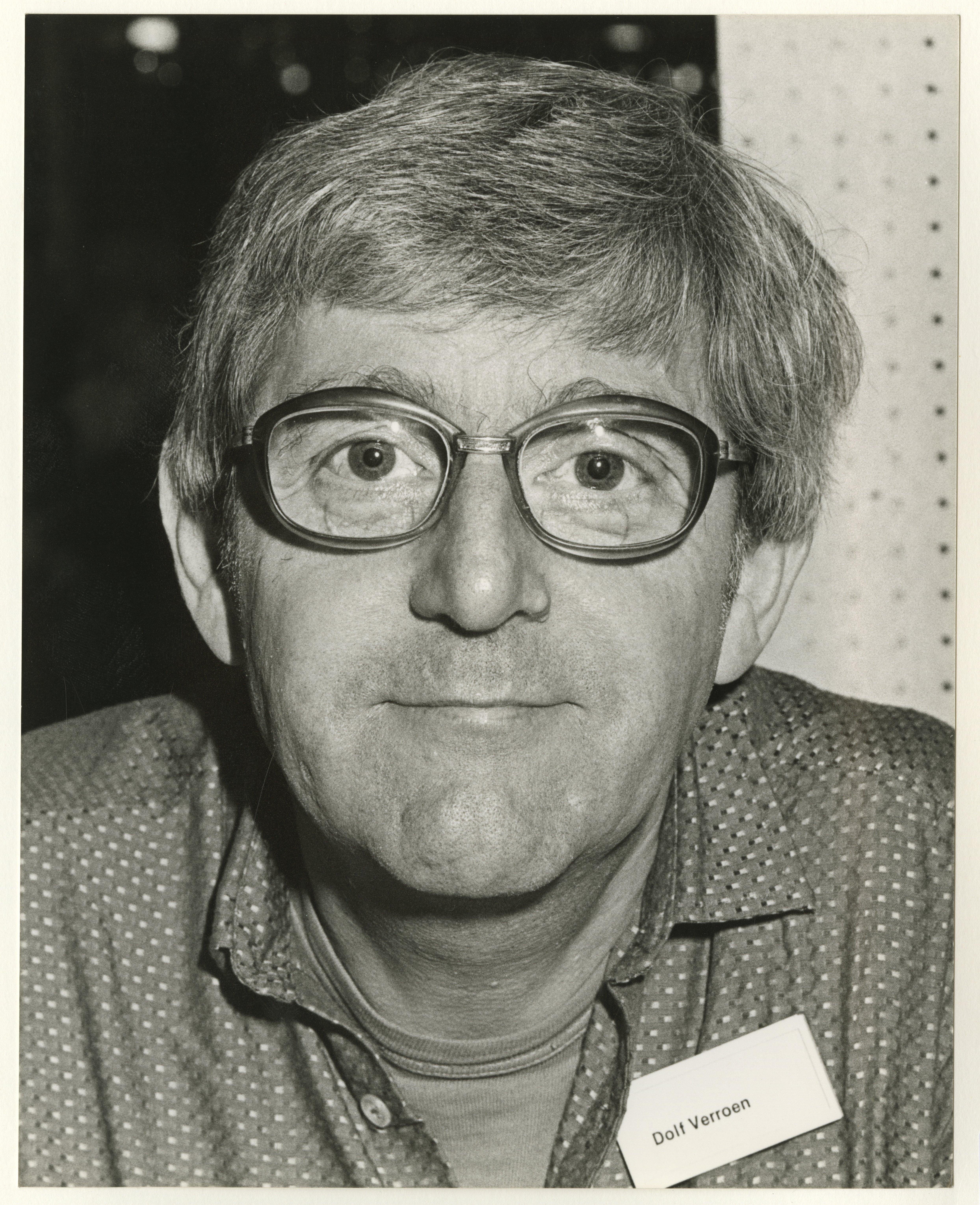
Dolf Verroen in 1980

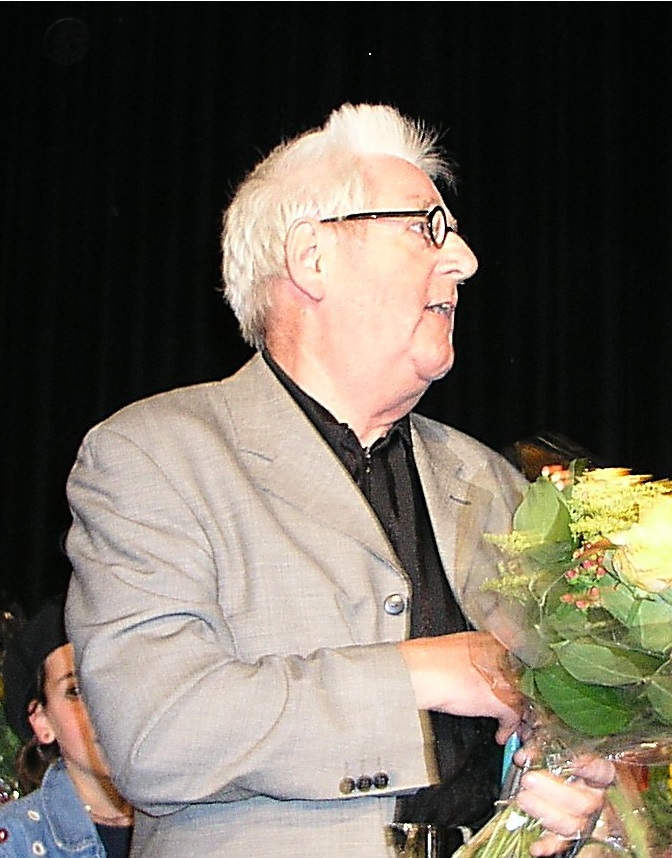
Dolf Verroen 2003

Rudolf Johan "Dolf" Verroen (* 20. November 1928 in Delft) ist ein niederländischer Schriftsteller, Kritiker, Übersetzer und Essayist.

## Leben und Werk
Verroens Debütroman war Mariëta's overwinning (1957). Sein erstes Kinderbuch Het boek von Jan-Kees erschien 1958. Inzwischen hat er rund sechzig Kinderbücher veröffentlicht. 1999 wurde Dolf Verroen zum Ritter im Orden vom Niederländischen Löwen geschlagen.

## Bibliografie (Auswahl)
- 2005: Wie schön weiß ich bin, Übersetzung: Rolf Erdorf, Hammer, Wuppertal, ISBN 978-3779500391, Originaltitel: Slaaf kindje slaaf.
- 2016: Oorlog en vriendschip, mit Zeichnungen von Charlotte Dematons.
  - deutsch von Rolf Erdorf: Krieg und Freundschaft. Verlag Freies Geistesleben, Stuttgart, ISBN 978-3-7725-1945-1.

## Auszeichnungen
- Gustav-Heinemann-Friedenspreis für Kinder- und Jugendbücher 2006 für „Wie schön weiß ich bin“
- Deutscher Jugendliteraturpreis 2006 für „Wie schön weiß ich bin“
- LUCHS 224 Oktober 2005 für „Wie schön weiß ich bin“
- Buch des Monats von Bulletin Jugend & Literatur 07/2005 für „Wie schön weiß ich bin“
- Zilveren Griffel
  - 1987 für Een leeuw met lange tanden
  - 1981 für Hoe weet jij dat nou?
  - 1979 für De kat in de gordijnen
- 2016 Kinderboekenweekgeschenk für Oorlog en vriendschip